# Canada Masters and the Rogers AT&T Cup 2004
Canada Masters and the Rogers AT&T Cup 2004 - тенісні турніри, що проходили на відкритих кортах з твердим покриттям. Це був 115-й за ліком Мастерс Канада. Належав до серії ATP Masters в рамках Туру ATP 2004, а також до серії Tier I в рамках Туру WTA 2004. Чоловічий турнір відбувся в Rexall Centre у Торонто (Канада) з 26 липня до 1 серпня 2004 року, а жіночий - в Uniprix Stadium в Монреалі (Канада) з 2 до 8 серпня 2004 року.

## Фінальна частина

### Одиночний розряд, чоловіки
Роджер Федерер —  Енді Роддік, 7–5, 6–3
- Для Федерера це був 8-й титул за сезон і 19-й - за кар'єру. Це був його 3-й титул Мастерс за сезон і 4-й - за кар'єру.

### Одиночний розряд, жінки
Амелі Моресмо —  Олена Лиховцева, 6–1, 6–0
- Для Моресмо це був 3-й титул за сезон і 13-й - за кар'єру. Це був її 3-й титул Tier I за сезон, 5-й загалом, а також 2-га перемога на цьому турнірі.

### Парний розряд, чоловіки
Магеш Бгупаті /  Леандер Паес —  Йонас Бйоркман /  Макс Мирний, 6–4, 6–2

### Парний розряд, жінки
Асагое Сінобу /  Ай Суґіяма —  Лізель Губер /  Тамарін Танасугарн, 6–0, 6–3